# Ecke (Riese)
Ecke ist der Name eines Riesen, der in der deutschen Heldensage als Gegner Dietrichs von Bern auftritt.

## Bedeutung des Namens
Der Name Ecke lässt sich möglicherweise auf das althochdeutsche Wort egis bzw. auf das altnordische Wort œgr zurückführen, welche so viel wie schrecklich bedeuten. Ecke hieße dann der „Schrecker“ oder der „Schreckliche“. ecke könnte jedoch auch die „Schwertschneide“ bezeichnen. Seit O. Freiberg nimmt man an, dass dieser Name und die Figur aus dem alten Waffennamen Eckesachs erst nachträglich erschlossen worden war. Um den Namen von Dietrichs Schwert zu erklären, der schon im 12. Jahrhundert literarisch bezeugt ist, wurde also ein ehemaliger Besitzer mit Namen Ecke erfunden.

## Die Rolle Eckes in der Sage
Ecke wurde u. a. mit einem Eheversprechen von drei königlichen Jungfrauen angestiftet, Dietrich von Bern zu töten. 
Der Zweikampf zwischen Ecke und Dietrich von Bern wird jedoch zugunsten Dietrichs dadurch entschieden, dass Ecke im Eifer des Gefechtes Dietrichs Pferd zu nahe kommt und dieses den Riesen durch einen Huftritt tötet. Ecke besaß das berühmte Schwert Eckesachs und verliert es in diesem Kampf an Dietrich von Bern.